# 深圳铁路枢纽
深圳铁路枢纽是位于华南地区的中国铁路枢纽之一，规划以深圳站，深圳北站，西丽站和深圳坪山站为主，以深圳机场站，深圳东站和福田站为辅的双十字格局，枢纽范围涵盖东到厦深铁路的惠阳站，西到深茂铁路的深圳机场站，北到广深铁路的樟木头站。

## 历史
由于地理位置的原因，深圳的铁路始终没有枢纽的定位，直到2016年的中长期铁路规划，才将深圳列入全国的16个铁路枢纽之一，随后在2019年发布的粤港澳大湾区发展规划纲要中，深圳和广州并列为大湾区的铁路枢纽的定位，一定程度上改变了长期以来珠三角地区单一以广州为铁路枢纽的情况。

## 枢纽内铁路

### 普通铁路
- 广深铁路
- 平南铁路
- 平盐铁路

### 高速铁路
- 广深港高铁
- 厦深铁路
- 赣深客运专线
- 深茂铁路

### 中低速城際铁路
- 广深铁路I、II线
- 穗深城际铁路

### 规划中线路
- 深惠城际铁路
- 深珠城际
- 深汕高铁
- 深大城际

## 主要车站

### 客运站
- 深圳站

- 深圳北站

### 货运站及编组站
- 筍崗站

- 平湖南站